# Adolf Jäger (Fußballspieler)
Adolf Friedrich Heinrich Jäger (* 31. März 1889 in Altona, heute zu Hamburg; † 21. November 1944 ebenda) war ein deutscher Fußballspieler.

## Karriere

### Vereine
Jäger, aus der Jugend der Union 03 Altona, für die er auch als Schlagballspieler aktiv gewesen ist, hervorgegangen, wurde 1907 vom Altonaer FC von 1893 verpflichtet und kam für diesen am ersten Weihnachtstag 1907 gegen den niederländischen Verein Dordtsche Football Club erstmals zum Einsatz. In den vom Norddeutschen Fußball-Verband organisierten Meisterschaften bestritt er im Bezirk Hamburg-Altona, in der Saison 1913/14 in der von Holstein Kiel vorgeschlagenen und erstmals ausgespielten Verbandsliga Norddeutschland, ab der Saison 1920/21 in der Nordkreisliga und ab der Saison 1921/22 im Elbekreis Punktspiele. Während seiner Vereinszugehörigkeit gewann er mit seiner Mannschaft mehrere regionale Meisterschaften und zweimal die Norddeutsche Meisterschaft. Aufgrund der Erfolge nahm er auch an den Endrundenspielen um die Deutsche Meisterschaft teil, in denen er insgesamt fünfmal eingesetzt wurde und drei Tore erzielte; am 16. Mai 1909 drang er gar bis ins Halbfinale vor, das in Berlin gegen den BTuFC Viktoria 89 mit 0:7 deutlich verloren wurde.

### Auswahl-/Nationalmannschaft
Als 51-maliger Spieler der Auswahlmannschaft des Norddeutschen Fußball-Verbandes, bestritt er allein 26 Spiele um den Kronprinzenpokal – ab 1919 Bundespokal –, erzielte dabei 35 Tore und gewann diesen 1914, 1917 und 1919.
Für die A-Nationalmannschaft bestritt er 18 Länderspiele – zehn als Spielführer – und erzielte elf Tore, drei per Strafstoß. Sein Debüt krönte er am 7. Juni 1908 in Wien bei der 2:3-Niederlage gegen die Nationalmannschaft Österreichs mit seinem ersten Tor, dem Anschlusstreffer zum 1:2 in der 28. Minute. Sein letztes Spiel als Nationalspieler bestritt er am 14. Dezember 1924 in Stuttgart beim 1:1-Unentschieden gegen die Schweizer Nationalmannschaft. Er war der Erste, der die Mannschaft zehnmal als Kapitän aufs Spielfeld führte, ehe ihn Ludwig Leinberger am 1. Januar 1933 mit elf Spielen überbot.
Ferner nahm er mit der A-Nationalmannschaft an dem vom 29. Juni bis 4. Juli 1912 in Stockholm ausgetragenen olympischen Fußballturnier teil und bestritt einzig das mit 1:5 gegen die Nationalmannschaft Österreichs verlorene Achtelfinale, wobei er das einzige Tor der deutschen Mannschaft erzielte.

## Erfolge
- Norddeutscher Meister 1909, 1914
- Bezirksmeister Hamburg-Altona 1909, 1910, 1911, 1912, 1917, 1925
- Bundespokal-Sieger 1919
- Kronprinzenpokal-Sieger 1914, 1917

## Ehrungen und Auszeichnungen
1927 wurde er mit der Adlerplakette, der seinerzeit höchsten Auszeichnung im deutschen Sport, geehrt. Der spätere Reichstrainer Otto Nerz nannte ihn „eines der größten Genies des deutschen Fußballsports und Schöpfer des modernen Kombinationsspiels“. “Die Tageszeitung” stellte ihn 1999 in ihre „Elf des Jahrhunderts“. Nach ihm wurde 1944 die Spielstätte des Altonaer FC, die Adolf-Jäger-Kampfbahn an der Griegstraße in Ottensen, benannt.

## Weiterer Werdegang

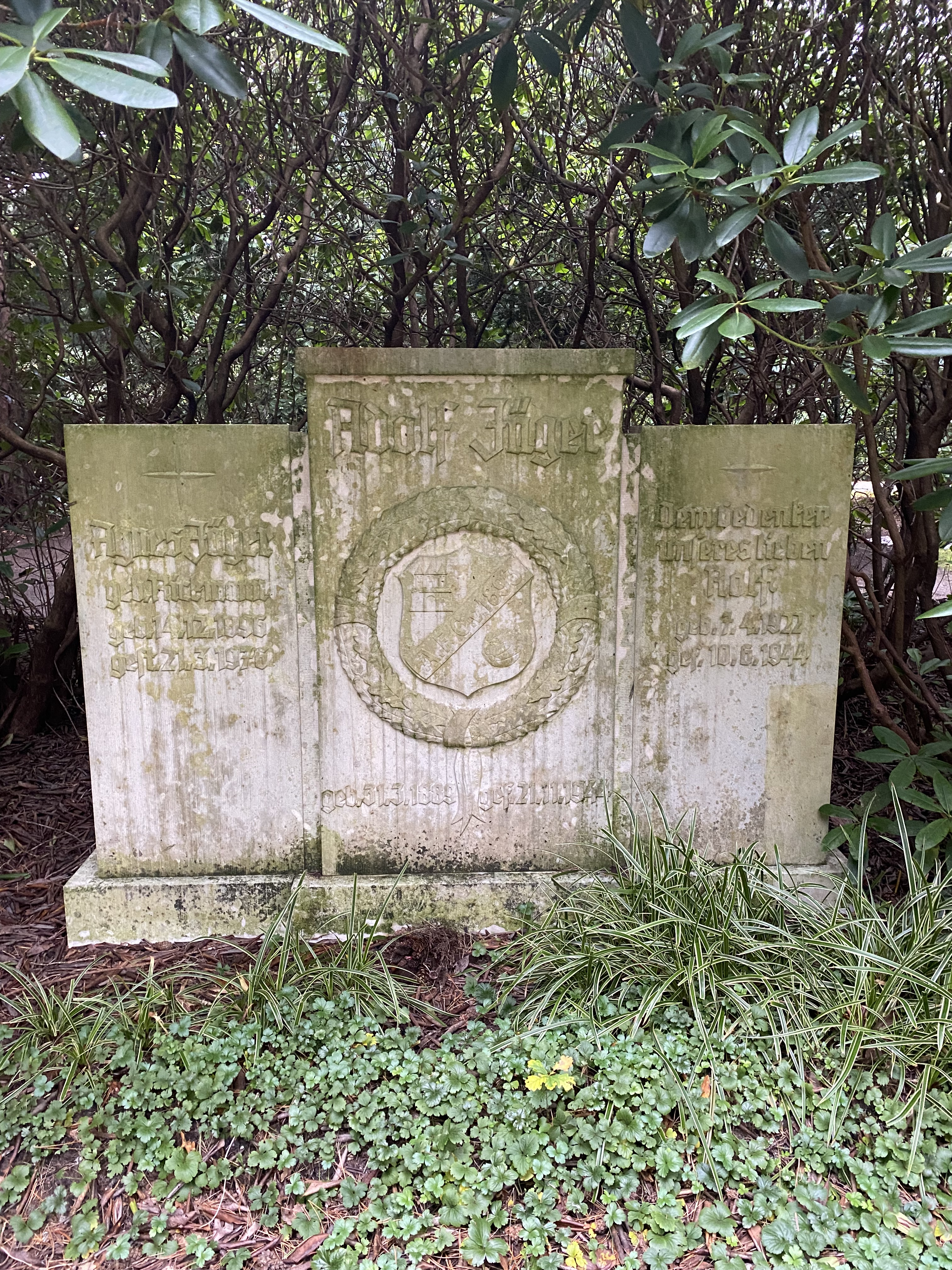
Grabstätte auf dem Friedhof Altona

Nach dem Ende des Ersten Weltkriegs, „aus dem er als Unteroffizier der Reserve zurückkehrte“, eröffnete Jäger einen Zigarrenladen an der Ecke Schulterblatt/Hamburger Straße (heute: Max-Brauer-Allee) und führte ab 1921 gemeinsam mit einem Altonaer Mitspieler das Herrenausstattergeschäft Jäger & Koch nahe dem Hamburger Rathaus. In der zweiten Hälfte der 1920er betrieb er zudem eine Anzeigenvermittlung, deren Mitgesellschafter John Jahr war. Seit dieser Zeit wohnte Jäger in einem der Oelsner'schen Neubauten am Lunapark im Altonaer Norden; er war verheiratet und Vater eines Sohnes. Während des Zweiten Weltkriegs starb er bei einer Kampfmittelbeseitigung am Elbufer. Seine letzte Ruhestätte befindet sich auf dem Friedhof Altona am Volkspark.

## Sonstiges
Bis zu seinem Karriereende 1927 soll Jäger in über 700 Spielen der Ligamannschaft (inklusive Freundschaftsspiele) mehr als 2.000 Tore erzielt haben, wobei verlässliche Statistiken fehlen.
Der frühere Bundestrainer Sepp Herberger sagte über den Altonaer Stürmer: „Er war der Größte, den wir je hatten. Er war ein Stratege.“